# Lenarchus gravidus
Lenarchus gravidus là một loài Trichoptera trong họ Limnephilidae. Chúng phân bố ở miền Tân bắc.